# Henri Parmentier
Henri Parmentier (ur. 1871  – zm. 1949) – archeolog francuski, członek Francuskiej Szkoły Dalekiego Wschodu (EFEO). 
Karierę rozpoczął rekonstruując świątynię Saturna-Baala w Dugga, Tunezja. W 1900 r. został członkiem EFEO i podjął badania zabytków czamskich w Wietnamie. W latach 1903–1904 brał udział w pracach w Mỹ Sơn i Đồng Dương, a w 1905 w Chánh Lô. Kierował również restauracją świątyń Po Nagar i Po Klon Garai. Kierował programem konserwacji Angkoru i zakładał muzea ze zbiorami sztuki czamskiej w Hanoi i Đà Nẵng.